# Dirofilaria immitis
Dirofilaria immitis, també conegut com a cuc del cor (en anglès: ''heartworm'' o ''dog heartworm''), és una espècie de nematode de la família Onchocercidae que provoca la malaltia parasitària anomenada dirofilariosi. Es distribueix entre hostes a través de les picades de mosquits. L'hoste definitiu és el gos, però també pot infectar gats, llops, coiots, xacals, guineus i altres animals, com fures, ossos, foques, lleons marins i, en rares circumstàncies, humans. Contràriament al seu nom, però, els cucs adults sovint resideixen en el sistema arterial pulmonar. En els casos d'infestació avançada, els cucs adults poden migrar cap al costat dret del cor i a l'artèria pulmonar. Sense un tractament adequat pot causar la mort a conseqüència d'una insuficiència cardíaca congestiva secundària.

## Distribució i epidemiologia
Tot i que en un principi estava limitat al sud dels Estats Units, el cuc del cor s'ha estès a gairebé tots els indrets on es troba el seu vector de mosquits. A la regió sud-est dels Estats Units, les clíniques veterinàries van diagnosticar una mitjana de més de 100 casos de cuc del cor el 2016. La transmissió del paràsit es produeix a tots els Estats Units (fins i tot s'han registrat casos a Alaska) i a les regions més càlides del Canadà. Els índexs d'infecció més elevats es troben a 150 milles de la costa, des de Texas fins a Nova Jersey, i al llarg del riu Mississipi i dels seus principals afluents. També s'ha trobat a Amèrica del Sud, Europa del Sud, Àsia Sud-oriental, Orient Mitjà, Austràlia i el Japó.

## Cicle biològic

Cicle biològic D.Immitis

Els cucs del cor passen per diverses etapes del seu cicle vital abans que esdevinguin adults infectant l'artèria pulmonar de l'animal amfitrió. Els cucs necessiten que el mosquit sigui un hoste intermedi per completar els seus cicles de vida. El ritme de desenvolupament del mosquit depèn del clima i necessita aproximadament dues setmanes de temperatura a més de 27 ° C (80 ° F). Per sota d'una temperatura de 14 ° C (57 ° F), no es pot produir el desenvolupament i el cicle s'atura. Com a resultat, la transmissió es limita al clima càlid i la durada de la temporada de transmissió varia geogràficament. El període entre la infecció inicial quan el gos és picat per un mosquit i la maduració dels cucs en adults que viuen a les artèries pulmonars té una durada d'entre sis i set mesos en els gossos i es coneix com a prepatent period.
La primera etapa larvària (L1) i la segona etapa larvària (L2) del desenvolupament del cuc del cor es produeixen dins del cos d'un mosquit. Una vegada que les larves es converteixen en la tercera fase larvària infecciosa (L3), el mosquit localitza i pica un hoste, dipositant les larves sota la pell al lloc de la picada. Després d'una setmana o dues de creixement addicional, es transformen en la quarta fase larvària (L4). Després, migren cap als músculs del tòrax i l'abdomen, i 45 a 60 dies després de la infecció, molt a la cinquena etapa (L5, adult immadur).
Entre 75 i 120 dies després de la infecció, aquests cucs immadurs entren al corrent sanguini i són transportats a través del cor per residir a l'artèria pulmonar. Durant els propers tres o quatre mesos, augmenta molt la seva mida. El cuc adult femella fa uns 30 cm de longitud, i el mascle d'uns 23 cm, amb la cua enrotllada. Al cap de set mesos després de la infecció, els cucs adults s'aparellen i les femelles comencen a parir cries anomenades microfilàries. Les microfilàries circulen pel torrent sanguini durant dos anys i són ingerides pels mosquits amb les seves picades, iniciant-se el desenvolupament i repetint el cicle.

## Signes clínics d'infecció en gossos

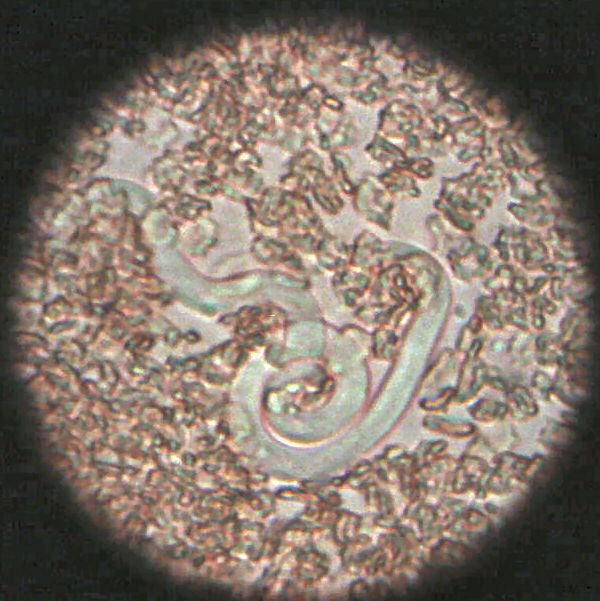
Microfilària (ampliació de 400x)

Els gossos no mostren cap indicació d'infecció de cucs del cor durant el període prepatent de sis mesos anteriors a la maduració dels cucs, i les proves diagnòstiques actuals per a la presència de microfilàries o antígens no poden detectar infeccions prepatents. Rarament, les larves del cuc de migració es "perden" i acaben en llocs aberrants, com l'ull, el cervell o una artèria a la cama, que es tradueix en símptomes inusuals com ceguesa, convulsions i coixesa, però normalment, fins i tot les larves madures i congregades dins del cor, no produeixen símptomes ni signes de malaltia.
Molts gossos mostren poc o cap signe d'infecció fins i tot després que els cucs esdevinguin adults. Aquests animals solen tenir una infecció lleugera i viuen un estil de vida bastant sedentari. No obstant això, els gossos actius i els que tenen infeccions més greus poden mostrar els signes clàssics de la malaltia del cuc del cor. Els primers signes inclouen una tos, sobretot durant o després de l'exercici, i la intolerància a l'exercici. En els casos més avançats, en què molts cucs adults s'han acumulat al cor sense tractament, s'avança cap a una pèrdua de pes severa, desmais, tossint sang i, finalment, insuficiència cardíaca congestiva.

## El paper emergent del bacteriWolbachia
El Wolbachia és un bacteri intracel·lular endosimbiont de D. immitis. Es creu que tots els cucs estan infectats amb Wolbachia fins a cert punt. La inflamació que es produeix a la mort dels cucs o les larves adultes es deu en part a l'alliberament de bacteris o proteïnes Wolbachia als teixits. Això pot ser especialment significatiu en els gats, en què la malaltia sembla estar més relacionada amb la mort de les larves que amb els cucs vius adults. El tractament d'animals positius amb cucs amb un antibiòtic com la doxiciclina per eliminar Wolbachia pot resultar beneficiós, però són necessaris estudis posteriors.

## Diagnòstic en gossos

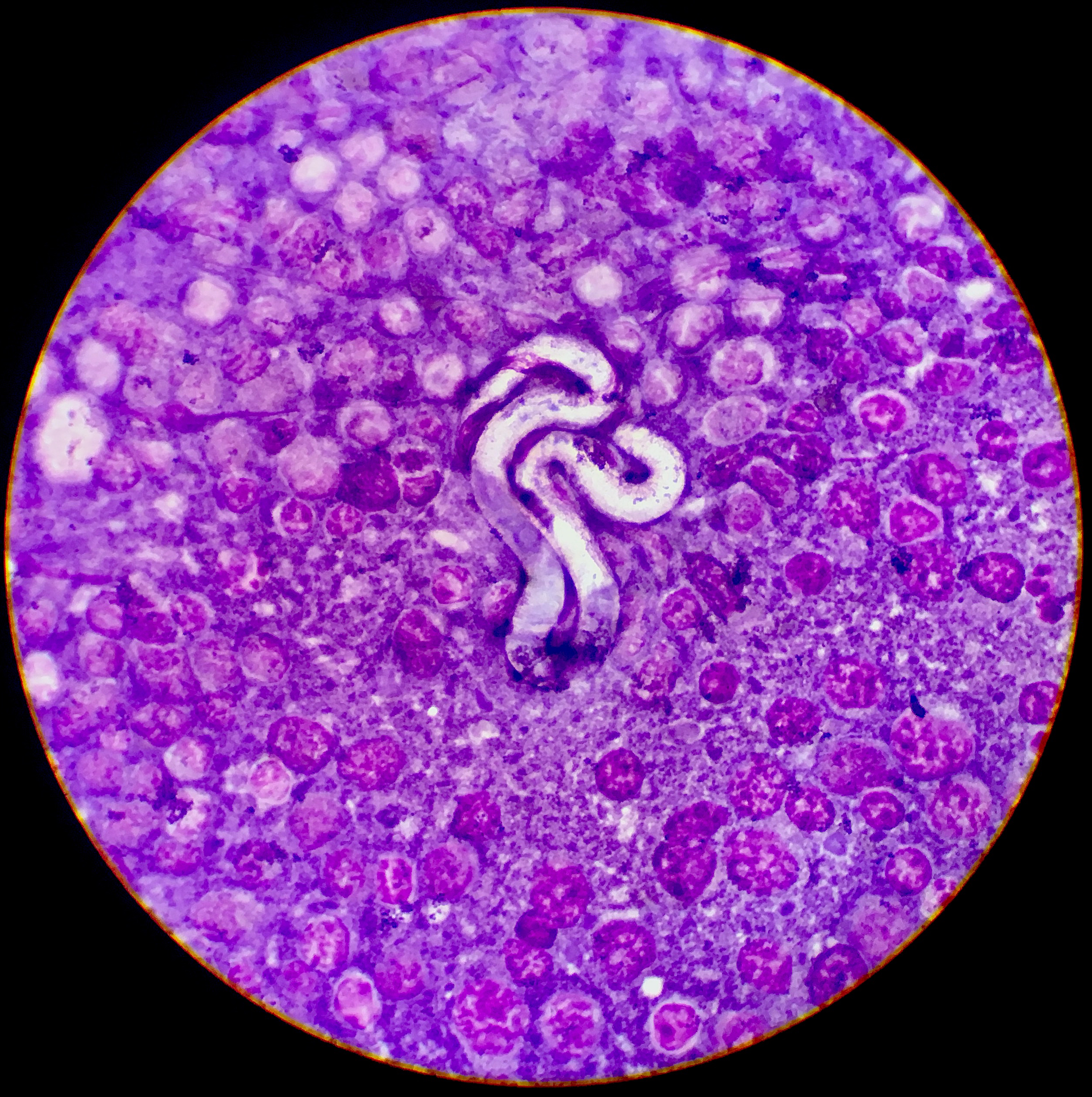
Microfilaria de Dirofilaria immitis (heartworms) en un node de linfa de gos amb limfoma. Aquesta larva de nematode es troba en un estadi de creixement intermedi mostrant múltiples criteris de malignitat.

Es poden utilitzar tres mètodes per al diagnòstic:
La detecció microfilària es va fer més sovint en el passat mitjançant la identificació microscòpica de microfilàries en un frotis sanguini, per sobre de la capa leucocítica (buffy coat) en un tub de microhematòcrit (o tub capil·lar), mitjançant la prova Knott modificada. La tècnica directa de frotis permet examinar el moviment larvari, ajudant a la distinció de D. immitis de Acanthocheilonema reconditum. Aquesta distinció és important perquè la presència d'aquest últim paràsit no requereix teràpia cara i potencialment perjudicial. El potencial d'una infecció microfilarèmica és del 5 al 67%. El nombre de microfilàries circulants no correlaciona amb el nombre de cucs adults del cor, per la qual cosa no és un indicador de la gravetat de la malaltia.
La prova d'antígens, en la majoria de pràctiques, ha substituït o complementat la detecció microfilària. La combinació del test de microfilària i antigen adult és més útil en gossos que reben dietilcarbamazina o no preventiva (macròlids com la ivermectina o la moxidectina solen fer que el gos sigui amicrofilarèmic). Fins a l'1% dels gossos infectats ho són per microfilàries positives i antigen-negatius. Els immunodiagnòstics (ELISA, immunofluència de flux lateral, tècniques d'immunomigració ràpida) per detectar antígens de cuc a la sang de l'hoste s'utilitzen regularment. Poden detectar infeccions ocultes o infeccions sense la presència de microfilàries circulants. Tot i això, aquestes proves es limiten al fet que només detecten els antígens alliberats del tracte reproductor del cuc femení madur sexualment. Per tant, es poden produir resultats falsos-negatius durant els primers cinc a vuit mesos d'infecció quan els cucs encara no estan madurs sexualment. L'especificitat d'aquestes proves és propera al 100% i la sensibilitat és superior al 80%. Un estudi recent va demostrar una sensibilitat de només el 64% per infeccions d'un únic cuc femení, però va millorar amb l'augment de la càrrega de cuc femení (85%, 88% i 89% per a dos, tres i quatre cucs femenins, respectivament). L'especificitat d'aquest estudi va ser del 97%. Els resultats de proves fals-negatives poden ser deguts a un baix nombre de cucs, infeccions immadures i infeccions masculines.
Els raigs X s'utilitzen per avaluar la gravetat de la infecció del cuc del cor i desenvolupar un pronòstic per a l'animal. Típicament, els canvis observats són l'engrandiment de l'artèria pulmonar principal, el costat dret del cor i les artèries pulmonars als lòbuls del pulmó. Sovint també s'observa la inflamació del teixit pulmonar.

## Tractament en gossos
Si a un animal li diagnostiquen cucs del cor, es pot indicar el tractament. Abans de tractar-se els cucs, però, cal avaluar la funció del cor, del fetge i dels ronyons del gos per determinar els riscos del tractament. Normalment, els cucs adults es maten amb un compost basat en arsènic. El medicament aprovat actualment als Estats Units, melarsomina, es comercialitza sota la marca Immiticide. Té una efectivitat més gran i menys efectes secundaris que la tiaiacetamida de drogues usada anteriorment, cosa que la converteix en una alternativa més segura per a gossos amb infeccions en fase tardana. Després del tractament, el gos ha de descansar i s'ha de reduir molt l'exercici durant diverses setmanes per tal de donar-li al seu cos temps suficient per absorbir els cucs morts sense cap mal. En cas contrari, si el gos està sota esforç, els cucs morts es podran deixar anar i viatjar als pulmons, causant una falla respiratòria i mort sobtada.
També es pot indicar la supressió quirúrgica dels cucs adults com a forma de tractament, especialment en casos avançats amb afectació i danys importants del cor.

## Infecció de cuc del cor en gats
Si bé els gossos són un hoste natural per D. immitis, els gats són amfitrions atípics. A causa d'això, les diferències entre les malalties de cucs canins i felins són importants. La majoria de les larves de cuc del cor no sobreviuen als gats, de manera que a diferència dels gossos, una infecció típica en els gats és de dos a cinc cucs. La vida útil dels cucs del cor és considerablement més curta en els gats, només de dos a tres anys, i la majoria de les infeccions en gats no presenten microfilàries circulants. També és més probable que els gats tinguin una migració aberrant de les larves de cuc del cor, que causin infeccions al cervell o a les cavitats del cos.
La taxa d'infecció en gats és de l'1,5% de la dels gossos en zones endèmiques. Tant els gats domèstics com els gats del carrer estan infectats. Se sap que el vector dels mosquits entra a les llars.
L'obstrucció de les artèries pulmonars a causa de l'embòlia de cucs que moren és més probable que sigui fatal en gats que els gossos a causa de la menor circulació col·lateral i menys vasos.
La malaltia aguda del cuc del cor pot causar xoc circulatori, vòmits, diarrea, desmais i mort sobtada. La infecció crònica pot causar pèrdua de gana, pèrdua de pes, letargia, intolerància a l'exercici, tos i dificultat per respirar. Els signes de malalties respiratòries associades al cuc del cor poden persistir fins i tot després de l'eliminació completa de la infecció del cuc del cor. Si la infecció es resol, un gat encara pot tenir danys respiratoris.
El diagnòstic d'infecció de cucs del cor en gats és problemàtic. Igual que en els gossos, un test ELISA positiu per a l'antigen de cuc del cor és una indicació molt forta de la infecció. Tanmateix, la probabilitat que es faci un test d'antigen positiu depèn del nombre de cucs femenins adults presents. Si només hi ha cucs masculins, la prova serà negativa. Fins i tot en els cucs femenins, un test d'antigen sol ser positiu només entre set i vuit mesos després de la infecció. Per tant, un gat pot tenir signes clínics significatius molt abans del desenvolupament d'una prova positiva. La malaltia respiratòria associada al cuc del cor es pot trobar en gats que mai desenvolupen cucs adults i, per tant, mai no tenen un test d'antigen positiu.
Les radiografies del pit d'un gat infectat per cuc del cor poden mostrar una amplada de les artèries pulmonars i opacitats focals o difuses als pulmons. L'ecocardiografia és una prova força sensible en gats. Els cucs adults apareixen com a estructures hiperecoiques de doble folre al cor o a les artèries pulmonars.

## Infecció del cuc del cor en humans

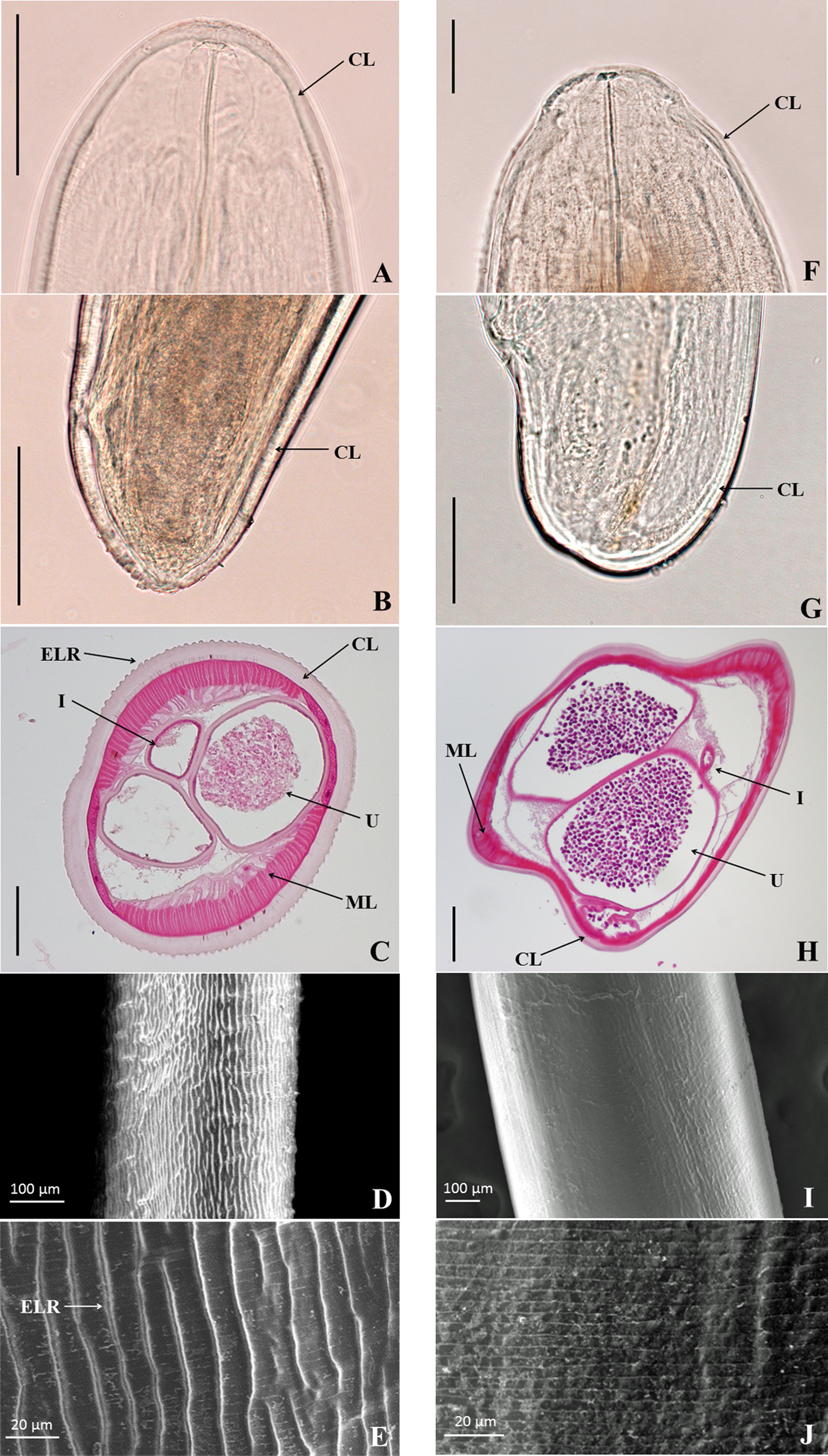
Comparació de probable Dirofilaria repens (esquerra, d'humà) i D. immitis (dreta, de gos)

Les dirofiliàries són paràsits mèdics importants, però el diagnòstic és inusual i sovint només es fa després que una persona infectada es faci una radiografia de tòrax després de la formació de granuloma al pulmó. El nòdul en si pot ser prou gran per semblar un càncer de pulmó a la radiografia i requereix una biòpsia per a una avaluació patològica. S'ha demostrat que aquesta és la conseqüència mèdica més significativa de la infecció humana pel cuc caní. Els pacients estan infectats amb el paràsit mitjançant la picada d'un mosquit infectat, que és el mateix mecanisme que provoca una infecció amb cucs del cor en gossos.
D. immitis és una de moltes espècies que pot causar infecció en gossos i humans. Es pensava que contagia l'ull humà, amb la majoria dels casos denunciats del sud-est dels Estats Units, però es creu que aquests casos són causats per un paràsit d'ossos rentadors estretament relacionat, Dirofilaria tenuis. A Europa s'han notificat diversos centenars de casos d'infeccions subcutànies en humans, però gairebé sempre són causats per un altre paràsit molt relacionat, Dirofilaria repens, en lloc del cuc del cor del gos, encara que també s'han reportat alguns casos d'infeccions per D. immitis.
Tot i que hi ha hagut alguns casos provats, la majoria dels humans mai no s'infecten amb cucs a causa de les larves que no maduren del tot. Quan els microfilaris de cuc són sota la pell, sovint moren ja que els cucs no poden sobreviure en un hoste humà, fins i tot si ho fan al torrent sanguini. Una vegada que els cucs moren, el sistema immune del cos humà reacciona al seu teixit amb la inflamació mentre intenta destruir els cucs cardíacs. Quan això succeeix, la condició es diu dirofilarisi pulmonar. Els cucs cardíacs en humans no són un problema greu a menys que causin dolor, molèsties i altres símptomes notables.